# Wonorze (Cuyavia y Pomerania)
Wonorze [pronunciación en polaco: /vɔˈnɔʐɛ/] es un pueblo en el distrito administrativo de Gmina Dąbrowa Biskupia, dentro del Distrito de Inowrocław, Voivodato de Cuyavia y Pomerania, en el norte de Polonia. Se encuentra aproximadamente 7 kilómetros al noroeste de Dąbrowa Biskupia, 15 kilómetros al este de Inowrocław, y 27 kilómetros al sudoeste de Toruń.